# Khinsa
Khinsa o Khansa fou una antiga ciutat xinesa que fou capital de la dinastia dels Song meridionals (1127-1279) que va adoptar oficialment el nom de Lin-ngan del 15 de desembre de 1129 a l'11 de desembre de 1127. Sota els mongols es va dir Hing-tsai souo o simplement Hsing-tsai (residència temporal) del que deriven les transcripcions musulmanes Khingsay, Khinsay, Khansa, Khinza i altres; Marco Polo l'esmenta com Quinsai i Oderic de Pordenone com a Camsai; sota la dinastia Ming es va dir Hang-chou.